# Kostel svatého Mikuláše (Otice)
Kostel svatého Mikuláše v Oticích je římskokatolický kostel na hřbitově. Objekt ze 14. století je také nejstarší dochovanou památkou v Oticích. Je chráněn jako kulturní památka České republiky.

## Historie

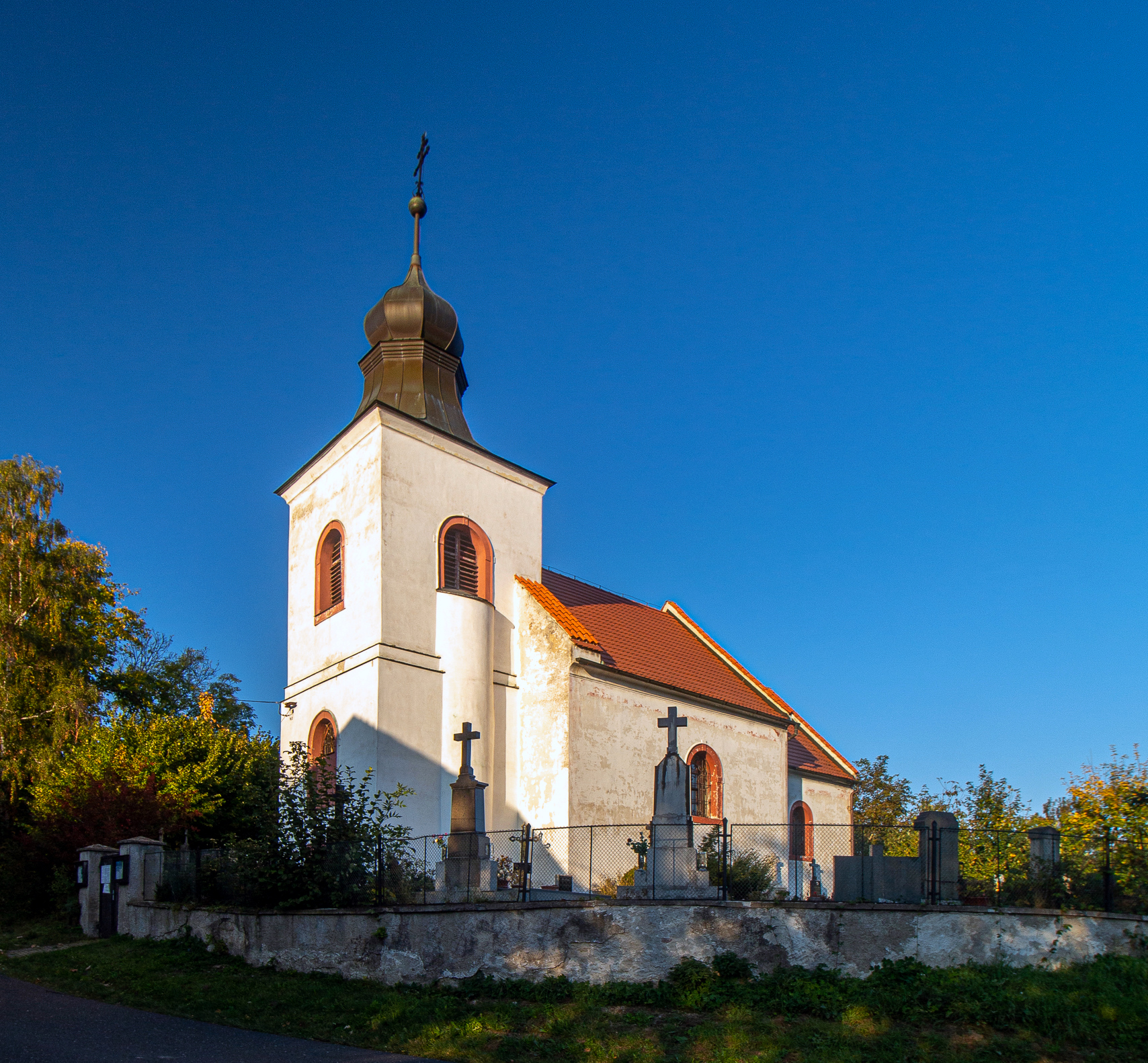

První zmínky o kostele pochází z poloviny 14. století, je však ještě o jedno až dvě století starší.
Kostel je jednolodní stavba s čtyřúhelníkovým presbytářem a hranolovou věží. Kostel prošel barokní přestavbou, ovšem dochovaly se i původní gotické prvky, jako např. lomený triumfální oblouk, žebrová klenba a lomené okno. Oltář pochází z 18. století.